# Mata-cães

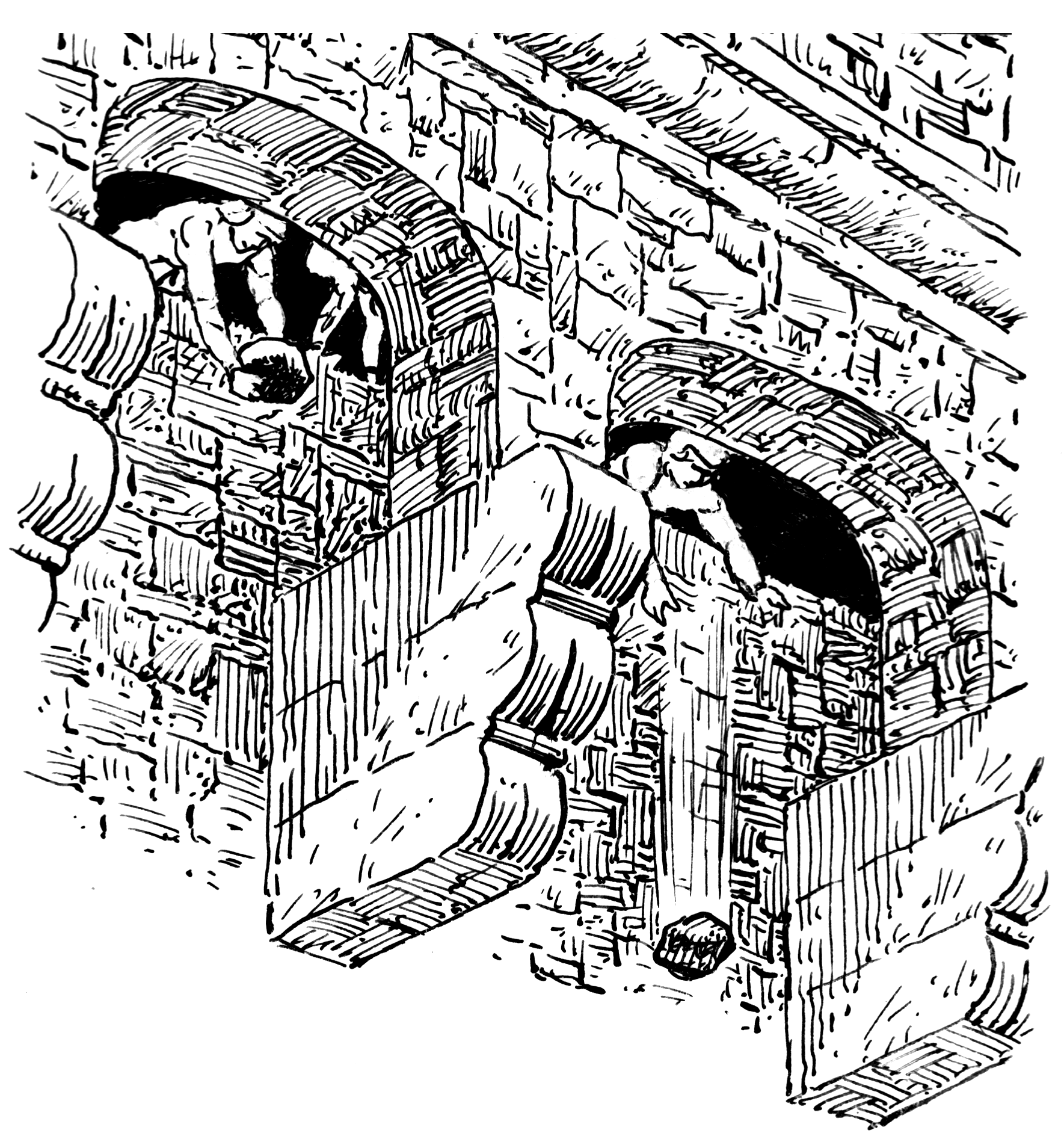
Mata-cães de um castelo.

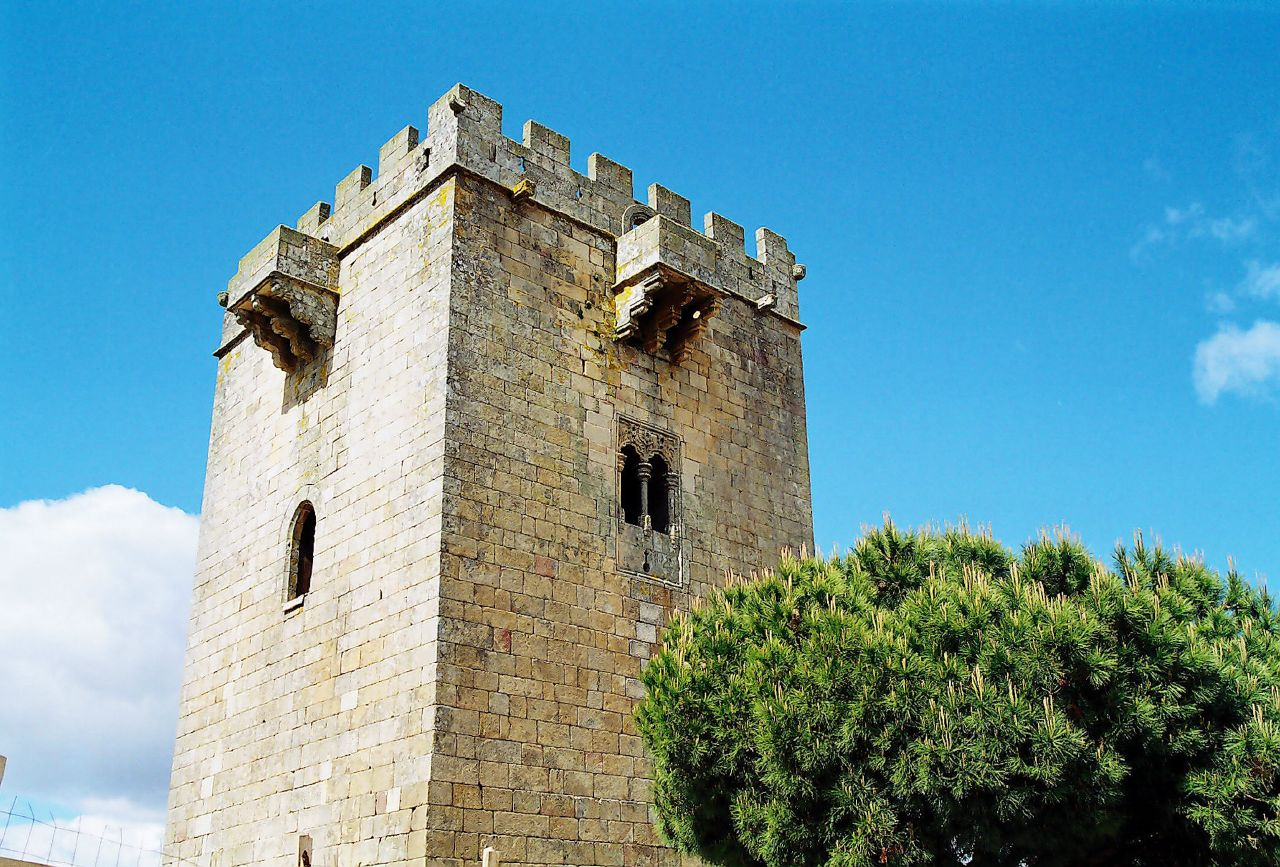
Torre de menagem do Castelo de Pinhel, vendo-se dois balcões com sistema de mata-cães.

Mata-cães é uma abertura no chão entre as mísulas que sustentam as ameias ou os balcões das fortificações medievais, através da qual se podia observar os atacantes que se encontravam na base da muralha defensiva, solapando a parede ou assediando um portal, para agredi-los com pedras, flechas, água fervente, areia quente, cal virgem, alcatrão, óleo fervente, ou outros objetos.
Os mata-cães localizavam-se nas partes mais altas das muralhas, ao redor das torres, em casas-torre (geralmente sobre a entrada) e outras fortificações, sobressaindo destas para a parte exterior.
Os primeiros mata-cães, também chamados de cadafalsos, foram construídos de madeira e eram, por regra, construções provisórias, que se colocavam apenas quando a fortificação sofria um assédio e, não raras vezes, eram destruídos pelo fogo atacante. A susbtituição da madeira pela pedra só ocorreu após os finais do século XIII o que os tornou muito mais resistentes e duradouros.